# Diocese de Caxito
A Diocese de Caxito (em latim: Diœcesis Caxitonsis) é uma circunscrição eclesiástica da Igreja Católica em Angola, pertencente à Província Eclesiástica de Luanda, sendo sufragânea da arquidiocese de Luanda. A sé episcopal está na catedral de Santa Ana, na cidade do Caxito, na província do Bengo.
Foi erecta em nova diocese pelo Papa Bento XVI a 6 de junho de 2007, juntamente com a diocese de Viana, ambas constituídas a partir do território da arquidiocese de Luanda. A então igreja paroquial de Santa Ana foi erecta em catedral de Caxito, sendo seu primeiro bispo dom António Jaca.

## Organização
A diocese de Caxito compreende o território total da província do Bengo e o município de Cacuaco da província de Luanda. A diocese começou apenas com as seguintes paróquias: 
- Santa Ana (Caxito) assistida pelos Missionários de Nossa Senhora de Guadalupe
- Bom Pastor (Quicolo) assistida pela Sociedade das Missões Africanas
- Santo António (Quifangondo) assistida pelos Missionários do Verbo Divino
- Santa Teresinha do Menino Jesus (Quibaxe) assistida pelos Missionários Espiritanos
- São José (Ambriz) encontrava-se vacante e reaberta com a chegada do Bispo e confiada a um missionário fideidóneo
- Nossa Senhora da Assunção (Nambuangongo) assistida pela Sociedade das Missões Africanas

## Lista de bispos de Caxito
|                          | Nome                               | Período    | Notas                     |
| Bispos                   | Bispos                             | Bispos     | Bispos                    |
| ------------------------ | ---------------------------------- | ---------- | ------------------------- |
| 2º                       | Maurício Agostinho Camuto, C.S.Sp. | 2020-atual |                           |
| 1º                       | António Francisco Jaca, S.V.D.     | 2007-2018  | Nomeado Bispo de Benguela |
| Administrador Apostólico |                                    |            |                           |
|                          | António Francisco Jaca, S.V.D.     | 2018-atual | Bispo de Benguela         |